# San Canzian d'Isonzo
San Canzian d'Isonzo là một đô thị (comune) ở tỉnh Gorizia, vùng tự trị Friuli-Venezia Giulia của Ý.